# タイ国イスラーム中央委員会
タイ国イスラーム中央委員会（タイこくイスラームちゅうおういいんかい、タイ語: สำนักงานคณะกรรมการกลางอิสลามแห่งประเทศไทย、Central Islamic Committee of Thailand, CICOT、サイコット）はタイ国内のイスラム教統制機関である。1998年よりイスラム諸国会議機構オブザーバー・ステータスを持つ。
1997年に成立した仏歴2540年イスラーム教組織運営法に基づく内務省の下位組織としてスタート。チュラーラーチャモントリー（จุฬาราชมนรี すなわちタイ国内イスラム最高責任者）を頂点として、タイ全国の内イスラーム各県のイスラーム委員会の代表者と、チュラーラーチャモントリーの選んだメンバーとを委員とする。ただしチュラーラーチャモントリーが選べるメンツは各県イスラーム委員代表者の3分の1の人数と決められている。イスラーム委員会置かれた県は2005年の時点でタイ全国で33県ある。なお、委員会のメンバーになるためには、30歳以上の生まれながらのタイ人である必要があり、イスラム教だけでなく他の宗教に対する深い理解を持っている必要がある。
委員会の権限は内務省や文部省などに対してイスラム教的な観点からの助言を与え補佐する政治的な役割などの他に、チュラーラーチャモントリーの元、国内にファトワーを公布する。ただし、ファトワーに反する行為を行ったイスラム教徒に対して、逮捕したり刑罰を与える権限はない。また、タイ国内で生産・加工される食品がハラールであるかどうかの判断を下し、適合した食品にハラール・マークをつける許可を与える権限もある。